# Должок (Каменец-Подольский район)
Должок (укр. Довжок) — село в Каменец-Подольском районе Хмельницкой области Украины.

## История
В ходе Великой Отечественной войны в 1941 - 1943 гг. село было оккупировано немецкими войсками.
1 марта 1963 года в состав населённого пункта было включено село Жабинцы.
Население по переписи 2001 года составляло 4263 человека.

## Экономика
- Должокский спиртовой завод[1]

## Местный совет
32343, Хмельницкая обл., Каменец-Подольский р-н, с. Должок